# نادي بكركوي الرياضي
نادي بكركوي الرياضي (بالتركية: Bakırköyspor)‏ هو نادي رياضي تركي في مدينة باكيركوي في إسطنبول. وتأسس النادي عام 1949 ويتخذ النادي ألوانًا له وهي الأخضر والأسود.
لعب النادي في الدوري التركي الممتاز لمدة 3 سنوات، ولكن بعد عدة مواسم غير ناجحة، هبط مستواه إلى دوري الهواة في موسم 2006 ويلعب الآن في دوري إسطنبول الممتاز للهواة، وهو أقل بخمسة مستويات من الدوري الممتاز.
واحتل النادي المركز الثامن في المجموعة الرابعة في موسم 2014–15، والثالث في المجموعة الثانية في مواسم 2015–16.
إن مقرّ فريق باكيركوي سبور هو ملعب شينليكوي، الذي يتسع لـ 8000 شخص.

## مشاركات الدوري
- الدوري التركي الممتاز : 1990–93
- دوري TFF الأول : 1985–90، 1993–01
- الدوري الثاني TFF : 1984–85
- الدوري الثالث TFF : 2001–07
- هواة كرة القدم ليغليري : 2007–

## لاعبين بارزين
لاعبين دوليين:
- يوسيف روتاريو
- بيوتر نواك
- ميخائيل كرافت
- فاتح عقيل

## روابط خارجية
- الموقع الرسمي (مؤرشف)
- ملف تعريف الفريق على TFF.org

1. ↑  "İstanbul SA 4.Grup". مؤرشف من الأصل في 2023-11-15.
2. ↑  "İstanbul SA 2.Grup". مؤرشف من الأصل في 2023-11-15.